# Хейзе, Петер Арнольд
Петер Арнольд Хейзе (дат. Peter Arnold Heise; в старых русских источниках Пётр Гейзе; 11 февраля 1830, Копенгаген — 12 сентября 1879) — датский композитор, органист, автор песен. Известен в том числе как автор музыки к народным песням, предназначавшимся для разучивания в школах.

## Биография
С детства увлекался музыкой, но родители прочили ему карьеру юриста. Собственные песни стал писать с 18-летнего возраста. Некоторое время изучал философию, но на юридический факультет поступать не стал, начав вместо этого учиться теории музыки у А. П. Берггрена. Его учителями были также Лунд и Нильс Гаде. Впоследствии отправился изучать музыку в Лейпциг, где его учителем в 1852—1853 гг. был Мориц Гауптман. После окончания обучения стал членом студенческого братства, с 1854 по 1857 год руководил студенческим хоровым обществом, в эти же годы стал писать музыку для комедий и водевилей.
С 1857 по 1865 год он был преподавателем и органистом в академии Сорё. В 1859 году Гейзе женился на Вильгельмине Хаге, дочери богатого купца, что обеспечило ему финансовую независимость. В 1865 году пара переехала в Копенгаген, после чего Гейзе посвятил остаток жизни написанию музыки. В 1861—1862, 1867, 1868—1869 и 1879 годах он путешествовал по Италии, а также побывал в Париже весной 1865 года.
Автор опер «Die Tochter des Paschas» (1869), «König u. Marschall» (1878), музыки к драмам «Bertrand de Born», «Palnatoke», а также многим другим пьеса и балетам, множества различных концертных композиций и народных песен.